# 伊芙·朵芮絲
伊芙·朵芮絲（英語：Eve Torres，1984年8月21日—），本名伊芙·朵芮絲·格雷西（英語：Eve Torres Gracie），是前世界摔角娛樂（WWE）旗下職業摔角選手，並在世界摔角娛樂節目中亮相。退休後兼任会务经理、模特兒、演員和巴西柔術教練，伊芙是巴西柔術紫帶，教授內容是女生自衛術。其夫是巴西柔術大師 Rener Gracie。

## 摔角相關

### 綽號
- Hoeski（花心女）[9]
- The Hellacious Heartbreaker（可怕的傷心者）[10]

### 進場樂
- "She Looks Good" - Jim Johnston（英语：Jim Johnston (composer)）[11]

## 冠軍及成就

### 職業摔角畫報
- PWI女子50-第5名（2010年）[12]

### 世界摔角娛樂
- WWE麗人冠軍（三次）[13][14]

## 電影
- 魔蠍大帝4：王權爭霸 (2015年)
- 絕地逃亡 (2016年)